# Hexachlorophen
Hexachlorophen ist ein chloriertes Bisphenol und damit ein Chlorkohlenwasserstoff, der als Desinfektionsmittel Verwendung findet.

## Darstellung
Hexachlorophen wird durch Kondensation von 2,4,5-Trichlorphenol mit Formaldehyd in Gegenwart von konzentrierter Schwefelsäure hergestellt.

## Wirkung
Hexachlorophen wirkt stark bakterizid gegen gram-positive Bakterien. Das Wachstum von Staphylococcus aureus auf Agar wird durch Hexachlorophen noch in einer Verdünnung von 1:8.000.000 verhindert. Hexachlorophen wirkt in höheren Konzentrationen haut-, augen- und schleimhautreizend, neurotoxisch und embryotoxisch. Bei Versuchstieren wurden Schädigungen der weißen Gehirnsubstanz und am Rückenmark festgestellt. In großen Mengen oral eingenommen, führt Hexachlorophen zu Appetitlosigkeit, Durchfall, und Lähmungen.

## Verwendung
Hexachlorophen wird als Desinfektionsmittel, Arzneimittel (zur Trichophyten- und Trematodenbehandlung, gegen Akne und Hämorrhoiden sowie in der Viehwirtschaft) und als Pflanzenschutzmittel verwendet. Es dient weiterhin als Mikrobiozid in Kosmetika (seit 1985 in der Bundesrepublik Deutschland verboten), Wasch- und Reinigungsmitteln und als Zusatz zu Textilien und Kunststoffen. Dazu kommen Anwendungen bei Recyclingprozessen (Papier, WC-Papier, …).

## Zulassung
Seit 1. Januar 1990 dürfen hexachlorophenhaltige Arzneimittel in Österreich nicht mehr in Verkehr gebracht werden. In Deutschland ist der Einsatz in Kosmetika seit 1985 verboten.
In den Staaten der EU und in der Schweiz sind keine Pflanzenschutzmittel mit diesem Wirkstoff zugelassen.